# Glypta aprilis
Glypta aprilis är en stekelart som beskrevs av Henry Lorenz Viereck 1905. Glypta aprilis ingår i släktet Glypta och familjen brokparasitsteklar. Inga underarter finns listade i Catalogue of Life.